# 高尾まみ
高尾 まみ（たかお まみ、7月25日 - ）は、日本の女優、声優。福岡県福岡市出身。

## 人物
勝田声優学院卒。劇団NLTを経てプロダクション・タンクに所属の傍ら、劇団蒼い電波塔の会の劇団員である。

## 出演

### 吹き替え

#### 映画
- 「ホワイト・ボーイ・リック」（アレックス・スナイダー〈ジェニファー・ジェイソン・リー〉）

#### 海外ドラマ
- 「伝説の魔女」(チャ・エンナン (チョン・インファ))
- 「ナイト・マネジャー」(アンジェラ・バー (オリヴィア・コールマン))
- 「モーツァルト・イン・ザ・ジャングル」(ベティ)
- 「クワンティコ/FBIアカデミーの真実」(シータ・パリッシュ)
- 「セルフリッジ 英国百貨店」(アイリーン･ラビリアス、プランケット)
- 「シカゴ P.D.」(レニー)
- 「ノンストップ・スリラー「暴走地区-ZOO-」」(ブレンダ)
- 「SCORPION/スコーピオン」
- 「サンズ・オブ・アナーキー」
- 「ウェントワース 女子刑務所」（ジョアン・ファーガソン）

#### 海外アニメ
- 「ちいさなプリンセス ソフィア」(テサ王妃)
- 「ライオン・ガード」(マ・テンボ)
- 「ミッキーマウスとロードレーサーズ」(ヒルダ)
- 「ミッキーマウス ミックス・アドベンチャー」(ヒルダ)
- 「ミッキーマウス ファンハウス」(ヒルダ)

### TV
- TX「ニッポン無名偉人伝3」(主役：太田花子)
- WOWOW「ソドムの林檎〜ロトを殺した娘たち」
- TX「わぐばん!」

他、多数出演。

### CF・VP
- 「ファンケル 大人のカロリミット」
- 「Yahoo! JAPAN ニュースアプリ」
- 「花王 アリエール」

### ゲーム
- 「遙かなる時空の中で6」(浮雲)

### 舞台
劇団NLT公演
- 「オーカッサンとニコレット」

蒼い電波塔の会
- 旗揚げ公演「吾輩の夫妻は不才で負債がある」(夏目鏡子)
- 「円窓に惑うは蒼天へ」(主演：平塚らいてう)
- 「阿部サダ二人キリ」(主演：阿部サダ)